# Compton Gamma Ray Observatory
Das Compton Gamma Ray Observatory (CGRO) war ein Weltraumteleskop für Gammaastronomie.
Der zunächst nur als Gamma Ray Observatory (GRO) bezeichnete Satellit wurde mit der STS-37-Mission des Space Shuttle Atlantis am 5. April 1991 gestartet. Mit über 15 Tonnen war es der schwerste wissenschaftliche Satellit, der bis dahin vom Space Shuttle in eine Erdumlaufbahn gebracht wurde. Nach einigen Monaten wurde er zu Ehren des Physikers und Nobelpreisträgers Arthur Holly Compton in Compton Gamma Ray Observatory umbenannt.
CGRO war das zweite von vier weltraumgestützten Teleskopen, welche von der NASA im Rahmen des „Great Observatory Programms“ geplant wurden. Die anderen Satelliten dieses Programms sind das Hubble Space Telescope, das Chandra X-Ray Observatory und das Spitzer Space Telescope.

## Instrumente
Die Instrumente von CGRO deckten mit 20 keV bis 30 GeV einen weiten Bereich des elektromagnetischen Spektrums ab. Nach ansteigender Energie geordnet waren die Instrumente:
Burst and Transient Source Experiment (BATSE)Dieses vom Marshall Space Flight Center der NASA entwickelte Instrument suchte im Energiebereich 20 bis 600 keV nach Gammablitzen. Mit acht Detektoren an jeder Ecke des Satelliten konnte es den gesamten nicht von der Erde verdeckten Teil des Himmels beobachten.
Oriented Scintillation Spectrometer Experiment (OSSE)Dieses vom Naval Research Laboratory entwickelte Instrument bestand aus vier unabhängig beweglichen Detektoren für den Bereich 0.05 bis 10 MeV, optimiert für Beobachtungen rasch veränderlicher Quellen und des benachbarten Hintergrunds.
Imaging Compton Telescope (COMPTEL)Dieses vom Max-Planck-Institut für extraterrestrische Physik, SRON Utrecht, ESA und der University of New Hampshire entwickelte Instrument beobachtete im Energiebereich von 1 bis 30 MeV ein Gesichtsfeld von einem Steradiant. Unter Ausnutzung des Compton-Effekts konnten die Positionen der beobachteten Gammaquellen auf 5 bis 30 Bogenminuten genau festgestellt werden.
Energetic Gamma Ray Experiment Telescope (EGRET)Mit dieser vom Goddard Space Flight Center, Max-Planck-Institut für extraterrestrische Physik und Stanford University entwickelten Funkenkammer für den Energiebereich 20 MeV bis 30 GeV konnten Quellenpositionen auf etwa ein Grad genau und die Energien der Gammaphotonen auf etwa 15 Prozent genau bestimmt werden.

## Ergebnisse
Zu den bekanntesten Ergebnissen von CGRO gehören:
- Die erste Himmelsdurchmusterung bei über 100 MeV Energie. Mit EGRET wurden dabei 271 Quellen entdeckt.
- Eine Himmelskarte in der Emission radioaktiven Aluminiums (26Al) durch COMPTEL.
- Insgesamt etwa 2000 Messungen von Gammablitzen mit BATSE. Ihre gleichmäßige Verteilung am Himmel deutete an, dass sie nicht in der Milchstraße, sondern in weit entfernten Galaxien ausgelöst wurden.
- Unterscheidung von Gammablitzen in zwei Klassen – lang und kurz.
- Entdeckung von Blazaren als Hauptquellen hochenergetischer Gammastrahlung.
- Entdeckung schwacher terrestrischer Gammastrahlen von Gewittern.

## Absturz
Das CGRO war schon weit über der erwarteten Lebensdauer von fünf Jahren, als am 6. Dezember 1999 eines der Gyroskope zur Lageregelung versagte. Der Verlust eines weiteren Gyroskopes hätte den Satelliten unsteuerbar gemacht, und für den Fall eines unkontrollierten Absturzes wurde das Risiko eines Todesfalls zu 1:1000 berechnet. Die NASA entschied sich, das noch funktionsfähige Teleskop kontrolliert über dem Pazifik zum Absturz zu bringen, was das Risiko auf etwa 1:29 Millionen verringerte. Die Masse von CGRO betrug zu diesem Zeitpunkt noch etwa 14.910 kg. Eine Testzündung der Triebwerke erfolgte am 28. Mai 2000. Am 31. Mai und am 1. Juni wurde die Bahnhöhe durch weitere Bremsmanöver verringert. Am 4. Juni 2000 erfolgte um 03:56 UTC eine dritte Bremszündung von 21 Minuten Dauer. Eine Erdumkreisung später wurde um 05:22 UTC die vierte Bremszündung von 30 Minuten Dauer durchgeführt. Dies genügte, um CGRO gegen 06:10 UTC in die Erdatmosphäre eintreten zu lassen. Die verbleibende Masse beim Wiedereintritt wurde auf 14.010 kg geschätzt, wovon etwa 30 bis 40 Trümmerteile die Wasseroberfläche erreicht haben könnten. Es handelte sich dabei um das erste Mal, dass die NASA einen Satelliten kontrolliert zum Absturz brachte.